# Печіко (газонафтове родовище)
Печіко — газонафтове родовище, розташоване в нафтогазоносному басейну Кутей у індонезійському ліцензійному блоці Махакам. Воно знаходиться дещо південніше газоконденсатного родовища Туну, на мілководді біля гирла річки Махакам (острів Калімантан).

## Характеристика
Родовище відкрили у 1983 році, після чого більше десятиліття продовжувалась його дорозвідка. Поклади розташовані на глибині від 2100 до 3900 метрів.
Розробка родовища почалась у 1999 році через дві платформи MWP A та MWP B, на яких розміщені маніфольди та фонтанна арматура (MWP — manifold wellhead platform). Контроль процесів на платформах, включаючи управління фонтанною арматурою, відбувається з берегового терміналу. Від MWP A та MWP B проклали два 600 мм офшорні трубопроводи, протранспортована якими продукцію у підсумку надходить до наземних потужностей з підготовки нафти та газу у Сеніпах (відомо, що в цей період трубоукладальне судно "Castoro V" спорудило 57 кілометрів офшорної траси). Далі газ транспортується по трубопроводу Сеніпах – Бадак на завод з виробництва зрідженого природного газу Бонтанг. 
Наприкінці 2001 додали третю MWP-платформу, з'єднану 500 мм перемичкою з MWP B. До 2012 також були встановлені п'ять допоміжних платформ для розміщення фонтанної арматури свердловин — SWP G, K, E, F та J (SWP — satellite wellhead platform). Для видачі додаткової продукції було споруджено ще два 600 мм трубопроводи до берегових потужностей, так що їх загальна кількість сягнула чотирьох (зокрема, відомо, що в 2004-му над спорудженням 70 кілометрів траси працювали трубоукладальні судна "Castoro 10" та "Castoro II").
Обсяг видобутку у 2000 році становив понад 9 млрд м³ у перерахунку на рік. До 2003 року потужності терміналу в Сеніпах розширили до 15 млрд м³ у перерахунку на рік.
Видобувні запаси оцінюються у 175 млрд м³ газу та 100 млн барелів нафти.